# Troglodiplura
Troglodiplura is een geslacht van spinnen uit de familie van de Anamidae.

## Soorten
De volgende soorten zijn bij het geslacht ingedeeld:
- Troglodiplura beirutpakbarai Harvey & Rix, 2020
- Troglodiplura challeni Harvey & Rix, 2020
- Troglodiplura harrisi Harvey & Rix, 2020
- Troglodiplura lowryi Main, 1969
- Troglodiplura samankunani Harvey & Rix, 2020